# Zandpol
Zandpol est un village situé dans la commune néerlandaise d'Emmen, dans la province de Drenthe. Le 1er janvier 2004, le village comptait 470 habitants.
Zandpol est situé sur le Canal Stieltjes, près de l'embrachement du Canal Dommers.